# پنجم افزوده
پنجم افزوده فاصله‌ای در موسیقی است که از افزودن یک فاصلهٔ پنجم درست به اندازهٔ یک نیم‌پرده کروماتیک به دست می‌آید. مانند دیگر فواصلِ افزوده، این فاصله ناملایم دانسته می‌شود.
در اعتدال مساوی، فاصلهٔ پنجم افزوده ۸۰۰ سنت طول دارد. فاصلهٔ معکوس آن چهارم کاسته است و فاصلهٔ ششم کوچک با پنجم افزوده مترادف است.

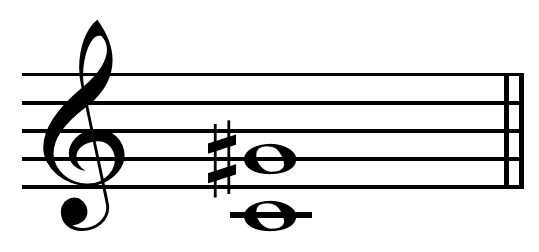
فاصلهٔ پنجم افزوده بین نت دو و سل دیز (در اعتدال مساوی)